# Saada Salum
÷
Saada Salum, née en 1975, est une personnalité politique tanzanienne, membre du Chama cha Mapinduzi. Nommée membre du parlement, de 2012 à 2015, elle est ministre des Finances,, de 2014 à 2015.

## Source de la traduction
- (en) Cet article est partiellement ou en totalité issu de l’article de Wikipédia en anglais intitulé « Saada Salum » (voir la liste des auteurs).